# Die Fantastischen Vier/Diskografie
Diese Diskografie ist eine Übersicht über die musikalischen Werke der deutschen Hip-Hop-Band Die Fantastischen Vier. Den Quellenangaben und Schallplattenauszeichnungen zufolge hat sie bisher mehr als 5,9 Millionen Tonträger verkauft, davon über 5,5 Millionen in ihrer Heimat, womit sie zu den Musikern mit den meisten Tonträgerverkäufen des Landes zählen. Ihre erfolgreichste Veröffentlichung ist das zweite Studioalbum 4 gewinnt mit über 820.000 verkauften Einheiten.

## Alben

### Studioalben
| Jahr | Titel Musiklabel                                      | Höchstplatzierung, Gesamtwochen, AuszeichnungChartplatzierungen (Jahr, Titel, Musiklabel, Platzierungen, Wochen, Auszeichnungen, Anmerkungen) | Höchstplatzierung, Gesamtwochen, AuszeichnungChartplatzierungen (Jahr, Titel, Musiklabel, Platzierungen, Wochen, Auszeichnungen, Anmerkungen) | Höchstplatzierung, Gesamtwochen, AuszeichnungChartplatzierungen (Jahr, Titel, Musiklabel, Platzierungen, Wochen, Auszeichnungen, Anmerkungen) | Anmerkungen                                                  |
| Jahr | Titel Musiklabel                                      | DE | AT | CH | Anmerkungen                                                  |
| ---- | ----------------------------------------------------- | --- | --- | --- | ------------------------------------------------------------ |
| 1991 | Jetzt geht’s ab Columbia Records (Sony)               | DE22 a (21 Wo.)DE | — | — | Erstveröffentlichung: 27. August 1991                        |
| 1992 | 4 gewinnt Columbia Records (Sony)                     | DE3 ×3Dreifachgold · (44 Wo.)DE | AT3 Platin · (17 Wo.)AT | CH3 Gold · (20 Wo.)CH | Erstveröffentlichung: 28. August 1992 Verkäufe: + 825.000    |
| 1993 | Die 4. Dimension Columbia Records (Sony)              | DE14 Gold · (17 Wo.)DE | AT23 (2 Wo.)AT | CH27 (6 Wo.)CH | Erstveröffentlichung: 8. September 1993 Verkäufe: + 250.000  |
| 1995 | Lauschgift Columbia Records (Sony)                    | DE2 Platin · (38 Wo.)DE | AT10 Gold · (18 Wo.)AT | CH5 Gold · (22 Wo.)CH | Erstveröffentlichung: 10. September 1995 Verkäufe: + 550.000 |
| 1999 | 4:99 Columbia Records (Sony)                          | DE1 Gold · (26 Wo.)DE | AT1 (22 Wo.)AT | CH1 Gold · (21 Wo.)CH | Erstveröffentlichung: 26. April 1999 Verkäufe: + 275.000     |
| 2004 | Viel Four Music (Sony)                                | DE2 Platin · (27 Wo.)DE | AT2 Gold · (13 Wo.)AT | CH4 Gold · (12 Wo.)CH | Erstveröffentlichung: 27. September 2004 Verkäufe: + 235.000 |
| 2007 | Fornika Columbia Records (Sony BMG)                   | DE1 Platin · (50 Wo.)DE | AT4 Gold · (24 Wo.)AT | CH2 Gold · (22 Wo.)CH | Erstveröffentlichung: 6. April 2007 Verkäufe: + 225.000      |
| 2010 | Für dich immer noch Fanta Sie Columbia Records (Sony) | DE1 Platin · (37 Wo.)DE | AT2 (18 Wo.)AT | CH1 Gold · (20 Wo.)CH | Erstveröffentlichung: 14. Mai 2010 Verkäufe: + 215.000       |
| 2014 | Rekord Columbia Records (Sony)                        | DE1 ×3Dreifachgold · (21 Wo.)DE | AT4 Gold · (16 Wo.)AT | CH2 Gold · (17 Wo.)CH | Erstveröffentlichung: 24. Oktober 2014 Verkäufe: + 317.500   |
| 2018 | Captain Fantastic Columbia Records (Sony)             | DE2 Gold · (25 Wo.)DE | AT3 (14 Wo.)AT | CH1 (20 Wo.)CH | Erstveröffentlichung: 27. April 2018 Verkäufe: + 100.000     |
| 2024 | Long Player Rekord Music (Edel)                       | DE2 (10 Wo.)DE | AT5 (4 Wo.)AT | CH4 (4 Wo.)CH | Erstveröffentlichung: 4. Oktober 2024                        |

### Kollaboalben
| Jahr | Titel Musiklabel             | Höchstplatzierung, Gesamtwochen, AuszeichnungChartplatzierungen (Jahr, Titel, Musiklabel, Platzierungen, Wochen, Auszeichnungen, Anmerkungen) | Höchstplatzierung, Gesamtwochen, AuszeichnungChartplatzierungen (Jahr, Titel, Musiklabel, Platzierungen, Wochen, Auszeichnungen, Anmerkungen) | Höchstplatzierung, Gesamtwochen, AuszeichnungChartplatzierungen (Jahr, Titel, Musiklabel, Platzierungen, Wochen, Auszeichnungen, Anmerkungen) | Anmerkungen                                                                |
| Jahr | Titel Musiklabel             | DE | AT | CH | Anmerkungen                                                                |
| ---- | ---------------------------- | --- | --- | --- | -------------------------------------------------------------------------- |
| 1994 | Megavier Epic Records (Sony) | DE28 (12 Wo.)DE | — | — | Erstveröffentlichung: 30. August 1994 Verkäufe: + 80.000; mit Megalomaniax |

### Livealben
| Jahr | Titel Musiklabel                               | Höchstplatzierung, Gesamtwochen, AuszeichnungChartplatzierungen (Jahr, Titel, Musiklabel, Platzierungen, Wochen, Auszeichnungen, Anmerkungen) | Höchstplatzierung, Gesamtwochen, AuszeichnungChartplatzierungen (Jahr, Titel, Musiklabel, Platzierungen, Wochen, Auszeichnungen, Anmerkungen) | Höchstplatzierung, Gesamtwochen, AuszeichnungChartplatzierungen (Jahr, Titel, Musiklabel, Platzierungen, Wochen, Auszeichnungen, Anmerkungen) | Anmerkungen                                                                  |
| Jahr | Titel Musiklabel                               | DE | AT | CH | Anmerkungen                                                                  |
| ---- | ---------------------------------------------- | --- | --- | --- | ---------------------------------------------------------------------------- |
| 1996 | Live und direkt Columbia Records (Sony)        | DE17 (14 Wo.)DE | — | CH30 (6 Wo.)CH | Erstveröffentlichung: 9. Oktober 1996                                        |
| 2000 | MTV Unplugged Four Music (Sony)                | DE6 Platin · (29 Wo.)DE | AT7 Gold · (20 Wo.)AT | CH18 (13 Wo.)CH | Erstveröffentlichung: 29. Oktober 2000 Verkäufe: + 325.000                   |
| 2003 | Live in Stuttgart Four Music (Sony)            | DE81 (3 Wo.)DE | AT50 (4 Wo.)AT | — | Erstveröffentlichung: 15. Dezember 2003                                      |
| 2008 | Fornika für alle Columbia Records (Sony BMG)   | DE*DE | AT**AT | — | Erstveröffentlichung: 6. Juni 2008 * siehe Studioalbum / ** siehe Videoalbum |
| 2009 | Heimspiel Columbia Records (Sony)              | DE12 Gold · (29 Wo.)DE | AT54 (4 Wo.)AT | CH64 (2 Wo.)CH | Erstveröffentlichung: 2. Oktober 2009 Verkäufe: + 100.000                    |
| 2012 | MTV Unplugged II Columbia Records (Sony)       | DE1 Gold · (12 Wo.)DE | AT7 (4 Wo.)AT | CH5 (4 Wo.)CH | Erstveröffentlichung: 26. Oktober 2012 Verkäufe: + 100.000                   |
| 2015 | Rekord – Live in Wien Columbia Records (Sony)  | DE*DE | AT**AT | CH**CH | Erstveröffentlichung: 8. Mai 2015 * siehe Studioalbum / ** siehe Videoalbum  |
| 2016 | SuperSense Block Party Columbia Records (Sony) | DE69 (1 Wo.)DE | AT66 (1 Wo.)AT | CH68 (1 Wo.)CH | Erstveröffentlichung: 9. Dezember 2016                                       |
| 2019 | Captain Fantastic – Live Rekord Music (Edel)   | DE*DE | AT*AT | CH*CH | Erstveröffentlichung: 26. Januar 2019 * siehe Studioalbum                    |
| 2022 | Für immer 30 Jahre Live Rekord Music (Edel)    | DE13 (5 Wo.)DE | — | — | Erstveröffentlichung: 30. September 2022                                     |
| 2025 | Long Player on Tour Rekord Music (Tonpool)     | DE*DE | AT*AT | CH*CH | Erstveröffentlichung: 2. Mai 2025 * siehe Studioalbum                        |

### Kompilationen
| Jahr | Titel Musiklabel                                           | Höchstplatzierung, Gesamtwochen, AuszeichnungChartplatzierungen (Jahr, Titel, Musiklabel, Platzierungen, Wochen, Auszeichnungen, Anmerkungen) | Höchstplatzierung, Gesamtwochen, AuszeichnungChartplatzierungen (Jahr, Titel, Musiklabel, Platzierungen, Wochen, Auszeichnungen, Anmerkungen) | Höchstplatzierung, Gesamtwochen, AuszeichnungChartplatzierungen (Jahr, Titel, Musiklabel, Platzierungen, Wochen, Auszeichnungen, Anmerkungen) | Anmerkungen                                                 |
| Jahr | Titel Musiklabel                                           | DE | AT | CH | Anmerkungen                                                 |
| ---- | ---------------------------------------------------------- | --- | --- | --- | ----------------------------------------------------------- |
| 2005 | Best of 1990–2005 Four Music (Sony)                        | DE26 Gold · (10 Wo.)DE | AT32 (8 Wo.)AT | CH29 (4 Wo.)CH | Erstveröffentlichung: 11. November 2005 Verkäufe: + 100.000 |
| 2015 | Vier und jetzt (Best of 1990–2015) Columbia Records (Sony) | DE6 Gold · (10 Wo.)DE | AT52 (1 Wo.)AT | CH22 (6 Wo.)CH | Erstveröffentlichung: 6. November 2015 Verkäufe: + 100.000  |
| 2023 | The Liechtenstein Tapes Rekord Music (Edel)                | DE3 (4 Wo.)DE | AT9 (1 Wo.)AT | CH12 (3 Wo.)CH | Erstveröffentlichung: 13. Januar 2023                       |

## Singles

### Als Leadmusiker
| Jahr | Titel Album                                                                           | Höchstplatzierung, Gesamtwochen, AuszeichnungChartplatzierungen (Jahr, Titel, Album, Platzierungen, Wochen, Auszeichnungen, Anmerkungen) | Höchstplatzierung, Gesamtwochen, AuszeichnungChartplatzierungen (Jahr, Titel, Album, Platzierungen, Wochen, Auszeichnungen, Anmerkungen) | Höchstplatzierung, Gesamtwochen, AuszeichnungChartplatzierungen (Jahr, Titel, Album, Platzierungen, Wochen, Auszeichnungen, Anmerkungen) | Anmerkungen                                                                            |
| Jahr | Titel Album                                                                           | DE | AT | CH | Anmerkungen                                                                            |
| ---- | ------------------------------------------------------------------------------------- | --- | --- | --- | -------------------------------------------------------------------------------------- |
| 1991 | Mikrofonprofessor Jetzt geht’s ab                                                     | — | — | — | Erstveröffentlichung: 12. Januar 1991                                                  |
| 1991 | Hausmeister Thomas D. Jetzt geht’s ab                                                 | — | — | — | Erstveröffentlichung: 12. Januar 1991                                                  |
| 1991 | Frohes Fest –                                                                         | DE15 (8 Wo.)DE | AT20 (5 Wo.)AT | — | Erstveröffentlichung: November 1991 Indizierung: 4. November 1993 bis 11. Oktober 2018 |
| 1992 | Die da!?! 4 gewinnt                                                                   | DE2 Gold · (28 Wo.)DE | AT1 Gold · (12 Wo.)AT | CH1 (24 Wo.)CH | Erstveröffentlichung: 7. September 1992 Verkäufe: + 275.000                            |
| 1992 | Saft 4 gewinnt                                                                        | DE19 (12 Wo.)DE | — | CH38 (2 Wo.)CH | Erstveröffentlichung: 1992                                                             |
| 1993 | Lass’ die Sonne rein 4 gewinnt                                                        | DE92 (3 Wo.)DE | — | — | Erstveröffentlichung: 26. April 1993                                                   |
| 1993 | Zu geil für diese Welt Die 4. Dimension                                               | DE22 (11 Wo.)DE | — | CH20 (10 Wo.)CH | Erstveröffentlichung: 4. Oktober 1993                                                  |
| 1994 | Tag am Meer Die 4. Dimension                                                          | DE67 a (6 Wo.)DE | — | — | Erstveröffentlichung: 1994                                                             |
| 1995 | Sie ist weg Lauschgift                                                                | DE1 Gold · (24 Wo.)DE | AT16 (12 Wo.)AT | CH2 (25 Wo.)CH | Erstveröffentlichung: 28. August 1995 Verkäufe: + 250.000                              |
| 1996 | Populär Lauschgift                                                                    | DE41 (8 Wo.)DE | — | CH38 (9 Wo.)CH | Erstveröffentlichung: 15. Januar 1996                                                  |
| 1996 | Nur in deinem Kopf Lauschgift                                                         | DE81 (6 Wo.)DE | — | — | Erstveröffentlichung: 15. April 1996                                                   |
| 1996 | Raus Live und direkt                                                                  | DE56 (8 Wo.)DE | — | CH38 (1 Wo.)CH | Erstveröffentlichung: 26. September 1996                                               |
| 1997 | Der Picknicker Live und direkt                                                        | DE42 (9 Wo.)DE | — | — | Erstveröffentlichung: 19. Februar 1997                                                 |
| 1999 | MfG – Mit freundlichen Grüßen 4:99                                                    | DE2 Platin · (16 Wo.)DE | AT2 (15 Wo.)AT | CH2 (15 Wo.)CH | Erstveröffentlichung: 21. März 1999 Verkäufe: + 500.000                                |
| 1999 | Le Smou 4:99                                                                          | DE68 (6 Wo.)DE | — | — | Erstveröffentlichung: 9. Juli 1999                                                     |
| 1999 | Buenos dias messias 4:99                                                              | DE87 (3 Wo.)DE | — | — | Erstveröffentlichung: 9. Juli 1999                                                     |
| 1999 | Michi Beck in Hell 4:99                                                               | — | — | — | Erstveröffentlichung: 9. Juli 1999                                                     |
| 2004 | Troy Viel                                                                             | DE9 Platin · (19 Wo.)DE | AT11 (28 Wo.)AT | CH22 (17 Wo.)CH | Erstveröffentlichung: 28. Juni 2004 Verkäufe: + 300.000                                |
| 2004 | Sommerregen Viel                                                                      | DE44 (9 Wo.)DE | AT66 (3 Wo.)AT | CH74 (1 Wo.)CH | Erstveröffentlichung: 25. Oktober 2004                                                 |
| 2005 | Geboren Viel                                                                          | DE48 (9 Wo.)DE | — | CH48 (5 Wo.)CH | Erstveröffentlichung: 7. März 2005                                                     |
| 2007 | Ernten was wir säen Fornika                                                           | DE12 Gold · (17 Wo.)DE | AT22 (15 Wo.)AT | CH23 (17 Wo.)CH | Erstveröffentlichung: 2. März 2007 Verkäufe: + 150.000                                 |
| 2007 | Einfach sein Fornika                                                                  | DE11 (27 Wo.)DE | AT13 (29 Wo.)AT | CH22 (15 Wo.)CH | Erstveröffentlichung: 25. Mai 2007 mit Herbert Grönemeyer                              |
| 2007 | Ichisichisichisich Fornika                                                            | DE45 (9 Wo.)DE | — | — | Erstveröffentlichung: 9. November 2007                                                 |
| 2008 | Yeah Yeah Yeah Fornika                                                                | DE86 (2 Wo.)DE | — | — | Erstveröffentlichung: 18. April 2008                                                   |
| 2009 | Spießer (Live) Heimspiel                                                              | — | — | — | Erstveröffentlichung: 25. September 2009                                               |
| 2010 | Kaputt Für dich immer noch Fanta Sie                                                  | — | — | — | Erstveröffentlichung: 23. April 2010                                                   |
| 2010 | Gebt uns ruhig die Schuld (den Rest könnt ihr behalten) Für dich immer noch Fanta Sie | DE10 (18 Wo.)DE | AT22 (15 Wo.)AT | CH10 (15 Wo.)CH | Erstveröffentlichung: 30. April 2010                                                   |
| 2010 | Danke Für dich immer noch Fanta Sie                                                   | DE36 (14 Wo.)DE | AT57 (1 Wo.)AT | CH56 (3 Wo.)CH | Erstveröffentlichung: 22. August 2010                                                  |
| 2014 | 25 Rekord                                                                             | DE15 Gold · (18 Wo.)DE | AT53 (5 Wo.)AT | CH65 (1 Wo.)CH | Erstveröffentlichung: 14. März 2014 Verkäufe: + 150.000; feat. Jonn Savannah           |
| 2014 | Echo 2014 Rekord Medley –                                                             | — | — | — | Erstveröffentlichung: 4. April 2014 auch als B-Seite von 25 veröffentlicht             |
| 2014 | Und los Rekord                                                                        | DE53 (5 Wo.)DE | — | CH71 (1 Wo.)CH | Erstveröffentlichung: 22. August 2014                                                  |
| 2014 | Single Rekord                                                                         | — | — | — | Erstveröffentlichung: 5. Dezember 2014                                                 |
| 2015 | Name drauf Vier und jetzt (Best of 1990–2015)                                         | — | — | — | Erstveröffentlichung: 2. Oktober 2015 feat. Seven                                      |
| 2016 | Eines Tages SuperSense Block Party                                                    | — | — | — | Erstveröffentlichung: 11. November 2016                                                |
| 2017 | Endzeitstimmung Captain Fantastic                                                     | — | — | — | Erstveröffentlichung: 17. November 2017                                                |
| 2018 | Tunnel Captain Fantastic                                                              | — | — | — | Erstveröffentlichung: 16. Februar 2018                                                 |
| 2018 | Zusammen Captain Fantastic                                                            | DE2 Platin · (27 Wo.)DE | AT32 Gold · (12 Wo.)AT | CH35 Gold · (8 Wo.)CH | Erstveröffentlichung: 23. März 2018 Verkäufe: + 425.000; feat. Clueso                  |
| 2018 | Hitisn Captain Fantastic                                                              | — | — | — | Erstveröffentlichung: 28. September 2018                                               |
| 2020 | Irgendwann –                                                                          | — | — | — | Erstveröffentlichung: 21. Dezember 2020                                                |
| 2022 | Krieger (2022) The Liechtenstein Tapes                                                | — | — | — | Erstveröffentlichung: 30. Dezember 2022                                                |
| 2024 | Wie weit Long Player                                                                  | — | — | — | Erstveröffentlichung: 16. August 2024 feat. MiA.                                       |
| 2024 | Weekendfeeling Long Player                                                            | — | — | — | Erstveröffentlichung: 4. Oktober 2024                                                  |

### Als Gastmusiker
| Jahr | Titel Album                 | Höchstplatzierung, Gesamtwochen, AuszeichnungChartplatzierungen (Jahr, Titel, Album, Platzierungen, Wochen, Auszeichnungen, Anmerkungen) | Höchstplatzierung, Gesamtwochen, AuszeichnungChartplatzierungen (Jahr, Titel, Album, Platzierungen, Wochen, Auszeichnungen, Anmerkungen) | Höchstplatzierung, Gesamtwochen, AuszeichnungChartplatzierungen (Jahr, Titel, Album, Platzierungen, Wochen, Auszeichnungen, Anmerkungen) | Anmerkungen                                                                    |
| Jahr | Titel Album                 | DE | AT | CH | Anmerkungen                                                                    |
| ---- | --------------------------- | --- | --- | --- | ------------------------------------------------------------------------------ |
| 1993 | 100% positiv –              | — | — | — | Erstveröffentlichung: 1993 als Teil von Die Deutsche Reimachse                 |
| 1997 | Original Panorama 1991–1997 | DE73 (4 Wo.)DE | — | CH27 (7 Wo.)CH | Erstveröffentlichung: 15. September 1997 Sens Unik vs. Die Fantastischen Vier  |
| 2014 | Halt dich gut fest Männlich | — | — | — | Erstveröffentlichung: 31. Januar 2014 Samy Deluxe feat. Die Fantastischen Vier |

## Videoalben und Musikvideos

### Videoalben
| Jahr | Titel Musiklabel                                     | Höchstplatzierung, Gesamtwochen, AuszeichnungChartplatzierungen (Jahr, Titel, Musiklabel, Platzierungen, Wochen, Auszeichnungen, Anmerkungen) | Höchstplatzierung, Gesamtwochen, AuszeichnungChartplatzierungen (Jahr, Titel, Musiklabel, Platzierungen, Wochen, Auszeichnungen, Anmerkungen) | Höchstplatzierung, Gesamtwochen, AuszeichnungChartplatzierungen (Jahr, Titel, Musiklabel, Platzierungen, Wochen, Auszeichnungen, Anmerkungen) | Anmerkungen                                                                  |
| Jahr | Titel Musiklabel                                     | DE | AT | CH | Anmerkungen                                                                  |
| ---- | ---------------------------------------------------- | --- | --- | --- | ---------------------------------------------------------------------------- |
| 1995 | Viertuell Sony Music (Sony)                          | — | — | — | Erstveröffentlichung: 1995 CD-ROM für Windows, später kostenloser Download   |
| 1997 | Nur für Erwachsenen! Columbia Records (Sony)         | — | — | — | Erstveröffentlichung: 24. November 1997                                      |
| 2001 | MTV Unplugged Columbia Records (Sony)                | DE* GoldDE | AT*AT | CH*CH | Erstveröffentlichung: 19. Februar 2001 Verkäufe: + 25.000; * siehe Livealbum |
| 2002 | Was geht – Die Fantastischen Vier Warner Music (WMG) | — | — | — | Erstveröffentlichung: 21. Februar 2002                                       |
| 2005 | Viel – Live Four Music (Sony)                        | DE46 (1 Wo.)DE | AT2 (6 Wo.)AT | — | Erstveröffentlichung: 19. September 2005                                     |
| 2008 | Fornika für alle Columbia Records (Sony BMG)         | DE*DE | AT8 (1 Wo.)AT | — | Erstveröffentlichung: 25. April 2008 * siehe Studioalbum                     |
| 2009 | Heimspiel Columbia Records (Sony)                    | DE* GoldDE | — | — | Erstveröffentlichung: 23. Oktober 2009 Verkäufe: + 25.000; * siehe Livealbum |
| 2010 | Live in 3D Columbia Records (Sony)                   | DE87 Gold · (1 Wo.)DE | AT6 (1 Wo.)AT | — | Erstveröffentlichung: 5. November 2010 Verkäufe: + 25.000                    |
| 2012 | MTV Unplugged II Columbia Records (Sony)             | DE*DE | AT3 (1 Wo.)AT | CH3 (1 Wo.)CH | Erstveröffentlichung: 26. Oktober 2012 * siehe Livealbum                     |
| 2015 | Rekord – Live in Wien Columbia Records (Sony)        | DE*DE | AT3 (1 Wo.)AT | CH7 (1 Wo.)CH | Erstveröffentlichung: 8. Mai 2015 * siehe Livealbum                          |

### Musikvideos
| Jahr | Titel                                                   | Regie                          |
| ---- | ------------------------------------------------------- | ------------------------------ |
| 1991 | Mikrofonprofessor                                       | Mike Leckebusch                |
| 1992 | Die da!?!                                               | Angel Garcia                   |
| 1992 | Saft                                                    | Angel Garcia                   |
| 1993 | Lass’ die Sonne rein                                    | Rudi Dolezal, Hannes Rossacher |
| 1993 | Zu geil für diese Welt                                  | Rudi Dolezal, Hannes Rossacher |
| 1993 | 100 % positiv                                           |                                |
| 1994 | Tag am Meer                                             | Peter Morgan, Rainer Thieding  |
| 1995 | Sie ist weg                                             | Ralf Schmerberg                |
| 1996 | Populär                                                 | Ralf Schmerberg                |
| 1996 | Nur in deinem Kopf                                      | Ralf Schmerberg                |
| 1996 | Raus                                                    | Ralf Schmerberg                |
| 1997 | Der Picknicker                                          | Kai Sehr                       |
| 1997 | Original                                                |                                |
| 1999 | MfG – Mit freundlichen Grüßen                           | Zoran Bihać                    |
| 1999 | Le Smou                                                 | Ralf Schmerberg                |
| 1999 | Buenos dias messias                                     | Ralf Schmerberg                |
| 1999 | Michi Beck in Hell                                      | Ralf Schmerberg                |
| 2004 | Troy                                                    | Zoran Bihać                    |
| 2004 | Sommerregen                                             |                                |
| 2005 | Geboren                                                 | Matthias Freier                |
| 2007 | Ernten was wir säen                                     | Zoran Bihać                    |
| 2007 | Einfach sein                                            |                                |
| 2007 | Ichisichisichisich                                      |                                |
| 2008 | Yeah Yeah Yeah                                          |                                |
| 2010 | Gebt uns ruhig die Schuld (den Rest könnt ihr behalten) | Zoran Bihać                    |
| 2010 | Danke                                                   | Daniel Lwowski                 |
| 2014 | 25                                                      | Alexander Gnädinger            |
| 2014 | Halt dich gut fest                                      | Felix Paul                     |
| 2014 | Und los                                                 |                                |
| 2014 | Single                                                  |                                |
| 2015 | Gegen jede Vernunft                                     | Peta Mensing                   |
| 2015 | Name drauf                                              |                                |
| 2017 | Endzeitstimmung                                         |                                |
| 2018 | Tunnel                                                  |                                |
| 2018 | Zusammen                                                | Lars Timmermann                |
| 2018 | Hitisn                                                  |                                |
| 2020 | Irgendwann                                              |                                |
| 2022 | Die Da !?! (2022)                                       |                                |
| 2022 | Krieger (2022)                                          |                                |
| 2024 | Wie weit                                                | Lars Timmermann                |
| 2024 | Weekendfeeling                                          | Simon Verhoeven                |

## Boxsets
| Jahr | Titel Musiklabel                              | Anmerkungen                                                                               |
| ---- | --------------------------------------------- | ----------------------------------------------------------------------------------------- |
| 2015 | Die Studio-Alben-Kollektion Sony Music (Sony) | Erstveröffentlichung: 6. März 2015 Inhalt: Alle Studioalben bis 2014 sowie 25 Musikvideos |

## Promoveröffentlichungen
| Jahr | Titel Album          | Anmerkungen                                                  |
| ---- | -------------------- | ------------------------------------------------------------ |
| 2014 | Furchtlos und Troy – | Erstveröffentlichung: 14. September 2014 feat. VfB Stuttgart |

| Jahr | Titel Album      | Anmerkungen                                     |
| ---- | ---------------- | ----------------------------------------------- |
| 1993 | Die 4. Dimension | Erstveröffentlichung: 1993 Beilage in der Bravo |

## Sonderveröffentlichungen

### Alben
| Jahr | Titel Musiklabel                            | Anmerkungen                                                               |
| ---- | ------------------------------------------- | ------------------------------------------------------------------------- |
| 2011 | iTunes Live aus Frankfurt Sony Music (Sony) | Erstveröffentlichung: 23. September 2011 Veröffentlichung nur über iTunes |

| Jahr | Titel Musiklabel                          | Anmerkungen                              |
| ---- | ----------------------------------------- | ---------------------------------------- |
| 2023 | 4-Gänge-Menü Rekord Music (Edel)          | Erstveröffentlichung: 7. April 2023      |
| 2023 | 44 Minuten Workout Rekord Music (Edel)    | Erstveröffentlichung: 21. April 2023     |
| 2023 | Nacht am Meer Rekord Music (Edel)         | Erstveröffentlichung: 26. Mai 2023       |
| 2023 | Picknicken Rekord Music (Edel)            | Erstveröffentlichung: 18. Juni 2023      |
| 2023 | Und los Rekord Music (Edel)               | Erstveröffentlichung: 7. Juli 2023       |
| 2023 | Wieder allein, allein Rekord Music (Edel) | Erstveröffentlichung: 15. September 2023 |

Tributealben

| Jahr | Titel Musiklabel                                            | Höchstplatzierung, Gesamtwochen, AuszeichnungChartplatzierungen (Jahr, Titel, Musiklabel, Platzierungen, Wochen, Auszeichnungen, Anmerkungen) | Höchstplatzierung, Gesamtwochen, AuszeichnungChartplatzierungen (Jahr, Titel, Musiklabel, Platzierungen, Wochen, Auszeichnungen, Anmerkungen) | Höchstplatzierung, Gesamtwochen, AuszeichnungChartplatzierungen (Jahr, Titel, Musiklabel, Platzierungen, Wochen, Auszeichnungen, Anmerkungen) | Anmerkungen                          |
| Jahr | Titel Musiklabel                                            | DE | AT | CH | Anmerkungen                          |
| ---- | ----------------------------------------------------------- | --- | --- | --- | ------------------------------------ |
| 2009 | A Tribute to Die Fantastischen Vier Columbia Records (Sony) | DE4 (5 Wo.)DE | AT29 (4 Wo.)AT | — | Erstveröffentlichung: 7. August 2009 |

| Jahr | Titel Musiklabel                                | Anmerkungen                                                                  |
| ---- | ----------------------------------------------- | ---------------------------------------------------------------------------- |
| 2015 | Original Album Classics Columbia Records (Sony) | Erstveröffentlichung: 27. März 2015 Teil der „Original-Album-Classics“-Reihe |

### Lieder
| Jahr | Titel Album                           | Anmerkungen                                                                          |
| ---- | ------------------------------------- | ------------------------------------------------------------------------------------ |
| 1993 | 100% positiv –                        | Erstveröffentlichung: 1993 als Teil von Die Deutsche Reimachse                       |
| 1997 | Alles so wie immer Panorama 1991–1997 | Erstveröffentlichung: 16. August 1997 Sens Unik vs. Die Fantastischen Vier           |
| 1997 | Original Panorama 1991–1997           | Erstveröffentlichung: 16. August 1997 Sens Unik vs. Die Fantastischen Vier           |
| 2008 | Ein Tag am Meer Cubano Alemán         | Erstveröffentlichung: 29. August 2008 Rhythms del Mundo feat. Die Fantastischen Vier |
| 2014 | Halt dich gut fest Männlich           | Erstveröffentlichung: 31. Januar 2014 Samy Deluxe feat. Die Fantastischen Vier       |
| 2019 | F.U.N.K. Bäms!                        | Erstveröffentlichung: 5. April 2019 Flo Mega feat. Die Fantastischen Vier            |

| Jahr | Titel Album                                                                         | Anmerkungen                                                                     |
| ---- | ----------------------------------------------------------------------------------- | ------------------------------------------------------------------------------- |
| 1994 | The Message (Remix) Mo’ Beats 6                                                     | Erstveröffentlichung: 1994 Interpretation: Grandmaster Flash & the Furious Five |
| 1996 | Street Dreams (Fantastischen Vier Remix) Street Dreams (The Remixes)                | Erstveröffentlichung: 22. Oktober 1996 Interpretation: Nas                      |
| 2000 | Mixed Bizness – Die Fantastischen Vier (Transatlantic Remix) Mixed Bizness (Single) | Erstveröffentlichung: 27. März 2000 Interpretation: Beck                        |

| Jahr | Titel Album                                              | Anmerkungen                                                |
| ---- | -------------------------------------------------------- | ---------------------------------------------------------- |
| 1997 | Madonnas Dickdarm GötterDÄmmerung                        | Erstveröffentlichung: 20. Oktober 1997 Original: Die Ärzte |
| 2002 | Krieger Never Sell Your Soul: A Tribute to Hermann Hesse | Erstveröffentlichung: 1. Juli 2002                         |

| Jahr | Titel Soundtrack          | Anmerkungen                |
| ---- | ------------------------- | -------------------------- |
| 1991 | Golf GTI Manta – Der Film | Erstveröffentlichung: 1991 |

### Videoalben
| Jahr | Titel Musiklabel                                                        | Anmerkungen                                                                                      |
| ---- | ----------------------------------------------------------------------- | ------------------------------------------------------------------------------------------------ |
| 2007 | Fornika Für Dich Clubtour 2007 Concert Online (CO)                      | Erstveröffentlichung: 2007 nur in den Niederlanden veröffentlicht                                |
| 2010 | Für dich immer noch Fanta Sie – Making of Album Columbia Records (Sony) | Erstveröffentlichung: 14. Mai 2010 Bonus-DVD, deren Verkäufe dem Studioalbum hinzuaddiert werden |

## Statistik

### Chartauswertung
Die folgende Aufstellung beinhaltet eine Übersicht über die Charterfolge der Fantastischen Vier in den Album-, Single- sowie den Musik-DVD-Charts. Tributealben werden in der Berechnung nicht berücksichtigt. In Deutschland besteht die Besonderheit, dass Videoalben sich ebenfalls in den Albumcharts platzieren. In Österreich und der Schweiz werden für Videoalben eigenständige Chartlisten geführt.
|                     | DE     | AT     | CH     |
| ------------------- | ------ | ------ | ------ |
| Nummer-eins-Alben   | DE5DE  | AT1AT  | CH3CH  |
| Top-10-Alben        | DE13DE | AT12AT | CH10CH |
| Alben in den Charts | DE24DE | AT18AT | CH18CH |

|                       | DE     | AT     | CH     |
| --------------------- | ------ | ------ | ------ |
| Nummer-eins-Singles   | DE1DE  | AT1AT  | CH1CH  |
| Top-10-Singles        | DE6DE  | AT2AT  | CH4CH  |
| Singles in den Charts | DE25DE | AT11AT | CH18CH |

|                          | DE    | AT    | CH    |
| ------------------------ | ----- | ----- | ----- |
| Nummer-eins-Videoalben   | DE—DE | AT—AT | CH—CH |
| Top-10-Videoalben        | DE—DE | AT5AT | CH2CH |
| Videoalben in den Charts | DE—DE | AT5AT | CH2CH |

### Auszeichnungen für Musikverkäufe
Anmerkung: Auszeichnungen in Ländern aus den Charttabellen bzw. Chartboxen sind in ebendiesen zu finden.
| Land/RegionAuszeichnungen für Musikverkäufe (Land/Region, Auszeichnungen, Verkäufe, Quellen) | Gold       | Platin       | Verkäufe  | Quellen           |
| -------------------------------------------------------------------------------------------- | ---------- | ------------ | --------- | ----------------- |
| Deutschland (BVMI)                                                                           | 16× Gold16 | 10× Platin10 | 5.525.000 | musikindustrie.de |
| Österreich (IFPI)                                                                            | 7× Gold7   | Platin1      | 172.500   | ifpi.at           |
| Schweiz (IFPI)                                                                               | 8× Gold8   | —            | 155.000   | hitparade.ch      |
| Insgesamt                                                                                    | 31× Gold31 | 11× Platin11 |           |                   |